# Cuipingshan
Cuipingshan (kinesiska: 翠屏山, 翠屏山街道) är en socken i Kina. Den ligger i prefekturen Xuzhou Shi och provinsen Jiangsu, i den östra delen av landet, omkring 280 kilometer nordväst om provinshuvudstaden Nanjing. Antalet invånare är 10485. Befolkningen består av 4 508 kvinnor och 5 977 män. Barn under 15 år utgör 14,0 %, vuxna 15-64 år 76 %, och äldre över 65 år 8,0 %.
Genomsnittlig årsnederbörd är 961 millimeter. Den regnigaste månaden är juli, med i genomsnitt 205 mm nederbörd, och den torraste är januari, med 12 mm nederbörd.